# Xenoplatyura longifurcata
Xenoplatyura longifurcata är en tvåvingeart som först beskrevs av Enrico Adelelmo Brunetti 1912.  Xenoplatyura longifurcata ingår i släktet Xenoplatyura och familjen platthornsmyggor. Inga underarter finns listade i Catalogue of Life.